# Alina Rotaruová
Alina Rotaruová (* 5. červen 1993 Bukurešť) je rumunská atletka, její hlavní disciplínou je skok daleký. Je členkou klubu CSA Steaua București. Jejím dosavadním největším úspěchem je zisk bronzové medaile na mistrovství světa v roce 2023 v Budapešti.
Na mistrovství světa v atletice do 17 let 2009 skončila na druhém místě v dálce a na čtvrtém místě ve výšce. Na olympiádě mládeže 2010 byla v dálce druhá. Druhá skončila na mistrovství Evropy juniorů v atletice 2011, čtvrtá na Frankofonních hrách 2013, třetí na mistrovství Evropy v atletice do 23 let 2015 a vyhrála mistrovství Balkánu v atletice 2015. Na světových vojenských hrách 2015 získala bronzové medaile v dálce i výšce. Na mistrovství Evropy v atletice 2014 byla sedmá, na halovém mistrovství Evropy v atletice 2015 čtvrtá, na halovém mistrovství světa v atletice 2016 desátá a na olympiádě 2016 osmnáctá.

## Osobní rekordy
- skok daleký: 6,96 m venku, 6,74 m v hale
- skok vysoký: 1,82 m
- trojskok: 13,24 m
- běh na 100 m: 12,49 s